# Diomedes Grammaticus
Diomedes Grammaticus fue un gramático de latín que vivió hacia finales del siglo IV. Escribió un tratado de gramática conocido como De Oratione et partibus Orationis et Vario Genere Metrorum libri III, o Ars Grammatica en tres libros, dedicada a Atanasio. Puesto que es citado con frecuencia por Prisciano, debe de haber vivido antes del año 500. Su tercer libro, sobre poesía, es particularmente valioso, pues contiene extractos de la obra de Suetonio De poetica. El libro contiene una de las listas más completas de tipos de hexámetros dactílicos de la antigüedad, incluyendo el teres versus, que pudiera ser la llamada línea de oro. 
En el libro I, trata sobre las ocho partes de la oración; en el libro II, de las ideas elementales de la gramática y el estilo; en el libro III, de la poesía.
Diomedes escribió en la misma época que Carisio y utilizó las mismas fuentes, aunque de manera independiente. Las obras de ambos gramáticos son valiosas pero, mientras que gran parte de la obra de Carisio se ha perdido, el Ars Grammatica de Diomedes ha llegado hasta nosotros, aunque probablemente abreviado. 